# Jan Goedart
Jan Goedart, nizozemski ilustrator, entomolog in graver, * 1620, Middelburg, † 1668.
Najbolj je poznan po svojih ilustracijah, ki jih je s pomočjo gravur predstavil v svojih entomološki knjigi Metamorphosis and historia naturalis.